# Alexandre Deval
Alexandre Philibert Deval est un jeune de langues et un drogman français, né le 15 mars 1716 et mort le 7 janvier 1771. Il était le fils de Philibert Deval et de Catherine. Il est à l'origine de la dynastie de drogmans de France Deval. Il est le père de Constantin Deval.
Il fut jeune de langues au lycée Louis-le-Grand de 1725 à 1732.
Il fut premier drogman de France à Constantinople. 